# 田川市立田川西中学校
田川市立田川西中学校（たがわしりつ たがわにしちゅうがっこう）は、福岡県田川市大黒町にある市立の中学校。

## 概要
歴史
2023年（令和5年）に以下の田川市立中学校3校が統合して開校した。旧・後藤寺中学校跡地に新校舎が建設された。
- 田川市立後藤寺中学校
- 田川市立弓削田中学校
- 田川市立田川中学校

校章
公募により制定された。田川市の花であるツツジの花弁をモチーフにし、中央に校名の「西中」の文字（縦書き）を配している。
校歌
施設
開校にあたり、旧・後藤寺中学校の校地に、校舎・体育館一体型の新校舎が建設された。
通学区域
- 田川市立後藤寺小学校区
- 田川市立弓削田小学校区
- 田川市立大浦小学校区
- 田川市立大藪小学校区

通学手段
学校から自宅までの距離が1.5km以上の場合は自転車通学、2km以上の場合はスクールバス通学（いずれも許可制）が認められている。田川西中学校のスクールバス路線は以下の2路線。
1 田川中学校（松原団地経由）
2 籾井社宅（見立経由）
制服
新設された2校（田川東・田川西）ともに、基本的に共通のデザインとなっている。
なお、冬服のネクタイ・リボン、および夏服ポロシャツのマークの色の違いで、両校を判別する。田川西中学校は「臙脂色」、田川東中学校は「青色」となっている。
開校に先立ち、2022年（令和4年）4月入学生（3中学校）より新しい制服のデザインとなった。
- 冬服 - ブレザー。ネクタイ・リボン, ボトムスはスラックス・スカート・キュロットスカート。
- 夏服 - 半袖ポロシャツ（白か紺色）。ボトムスはスラックス・スカート・キュロットスカート。ネクタイ・リボンはつけず、クールビズに対応したオーバースタイル（ポロシャツを出すタイプ）。

## 沿革

### 旧・3校
旧・後藤寺中学校（ごとうじ）
- 1947年（昭和22年）
  - 4月1日 - 学制改革により、新制中学校「田川市立後藤寺中学校」が創立。当面の間、田川市立後藤寺東小学校に併設される。初代校長は寺岡智。
  - 4月16日 - 開校式を挙行。
- 1951年（昭和26年）1月31日 - 木造新校舎が完成し、全生徒が移転を完了。これにより、小学校との併設を解消。
- 1966年（昭和41年）- プールが完成。
- 1957年（昭和32年）- 校歌を制定。
- 1982年（昭和57年）- 鉄筋コンクリート造新校舎が完成。
- 1994年（平成6年）- 新体育館が完成。
- 2020年（令和2年）7月 - 統合に向けての新校舎建設のため、グラウンドの仮設校舎に移転。移転後、校舎の解体に着手。
- 2023年（令和5年）3月31日 - 閉校。76年の歴史に幕を下ろす。校地は新設の田川市立田川西中学校に継承される。
  - 最終所在地 - 田川市大黒町11番69号（田川西中学校の住所表記は大黒町11番6号となっている。（9が除かれている））
  - 校訓 - 「自主・協同・勤勉」[4]
  - 校章 - 中央に「中」の文字を配している[4]。
  - 校歌 - 作詞は寺岡智（初代校長）、作曲は秋元計による。歌詞は4番まであり、歌詞中に校名は登場しない。

旧・弓削田中学校（ゆげた）
- 1947年（昭和22年）
  - 4月1日 - 学制改革により、新制中学校「田川市立弓削田中学校」が創立。当面の間、田川市立後藤寺西小学校に併設される。初代校長は川谷福次。校歌を制定。
  - 4月16日 - 開校式を挙行。
- 1949年（昭和24年）4月 - 木造新校舎（第一期工事）が完成。生徒の一部が移転。
- 1950年（昭和25年）9月 - 木造新校舎（第二期工事）が完成。全生徒の移転を完了し、小学校との併設を解消。
- 1966年（昭和41年）- 体育館が完成。
- 1983年（昭和58年）10月 - 鉄筋コンクリート造新校舎が完成。
- 2005年（平成17年）12月 - 新体育館が完成。
- 2023年（令和5年）3月31日 - 閉校。76年の歴史に幕を下ろす。
  - 最終所在地 - 〒825-0041 田川市弓削田1222番地（北緯33度38分06.5秒 東経130度46分53.4秒 / 北緯33.635139度 東経130.781500度）
  - 校訓 - 「自治・親愛・勤労」[4]
  - 校章 - 校名である「弓削田（ゆげた）」のイニシャルである「Y」の文字を背景にして、中央に「中」の文字を配している[4]。
  - 校歌 - 1947年（昭和22年）に制定。作詞は七俵寛治、作曲は池田勝重による。歌詞は3番まであり、歌詞中に校名は登場しない。

旧・田川中学校（たがわ）
- 1947年（昭和22年）
  - 4月1日 - 学制改革により、新制中学校「田川市立中央中学校」が創立。当面の間、田川市立田川小学校に併設される。初代校長は福井要。
  - 4月15日 - 開校式を挙行。
- 1948年（昭和23年）- 生徒数の急増により、午前の部・午後の部で二部授業を実施。
- 1949年（昭和24年）
  - 8月 - 木造新校舎（15教室）が完成し、2・3年生を収容。
  - 9月 - 校区改定により、伊田中学校から新町・西大通・日の出町・栄町地区の生徒180名が転入。
- 1950年（昭和25年）
  - 1月 - 木造校舎2棟が完成。全生徒の移転を完了し、小学校との併設を解消。
  - 4月1日 - 「田川市立田川中学校」に改称。
- 1951年（昭和26年）4月1日 - 校区改定により、弓削田中学校から横島地区の生徒が転入。
- 1962年（昭和37年）- 体育館が完成。
- 1971年（昭和46年）3月 - 鉄筋コンクリート造新校舎が完成。
- 1989年（平成元年）3月 - 新体育館が完成。
- 2023年（令和5年）3月31日 - 閉校。76年の歴史に幕を下ろす。
  - 最終所在地 - 〒825-0005 田川市糒（ほしい）1959番地（北緯33度39分14.1秒 東経130度47分51.0秒 / 北緯33.653917度 東経130.797500度）
  - 校訓 - 「自治・協同・勤勉」
  - 校章 - 校名の「田」の文字と「川」の文字を図案化して組み合わせ、中央に「中」の文字を配している[4]。
  - 校歌 - 1959年（昭和34年）制定。作詞は寺岡智、作曲は田中凡平による。歌詞は3番まであり、歌詞中に校名は登場しない。

### 統合・田川西中学校
開校に向けて
- 2017年（平成29年）9月 - 田川市教育委員会により、「田川市新中学校創設基本計画（案）」が作成される。
- 2019年（令和元年）6月 - 「田川市新中学校創設基本計画」が策定される。
- 2020年（令和2年）
  - 5月 - 新中学校基本設計案が完成。
  - 6月 - 当初、2022年（令和4年）4月の開校を目指していたが、1年延期し、2023年（令和5年）4月開校とする。
  - 7月 - 後藤寺中学校はグラウンドに建設された仮設校舎に移転。後藤寺中学校校舎の解体および新校舎建設に着手。
  - 12月 - 校名が「田川市立田川西中学校」に決定。新制服の導入時期を開校1年前の2022年（令和4年）4月とする。
- 2021年（令和3年）
  - 1月 - 後藤寺中学校校舎の解体を完了。
  - 8月 - 新制服のデザインが決定。
- 2022年（令和4年）4月 - この時の入学生より新制服を導入。

開校
- 2023年（令和5年）
  - 4月1日 - 「田川市立田川西中学校」（現校名）が開校。
  - 4月8日 - 開校式を挙行。
  - 4月11日 -入学式を挙行。176名が入学[5]。

## 交通
最寄りの鉄道駅
- 「田川後藤寺駅」
  - JR九州 日田彦山線・後藤寺線
  - 平成筑豊鉄道 糸田線

最寄りのバス停留所
- 田川市コミュニティバス 「春日神社前」停留所

最寄りの幹線道路
- 福岡県道95号添田赤池線

## 周辺
- 田川市立後藤寺小学校
- 春日神社
- 中元寺川
- 中元寺水辺公園

## 参考資料
- 「田川市誌」（1954年（昭和29年）12月1日発行, 田川市）
- 「田川市史 下巻」（1979年（昭和54年）3月1日発行, 田川市）
- 「学校再編」 - 田川市ウェブサイト
- 「ありがとう 我が母校～中学校閉校～」 (PDF)  （広報たがわ 2023年（令和5年）5月15日 1577号）- 田川市ウェブサイト